# Hidetoshi Miyuki
Hidetoshi Miyuki (jap. 三幸 秀稔, Miyuki Hidetoshi; * 23. Mai 1993 in Ichikawa, Präfektur Chiba) ist ein ehemaliger japanischer Fußballspieler.

## Karriere
Hidetoshi Miyuki erlernte das Fußballspielen in der Mannschaft der JFA Academy Fukushima. Seinen ersten Profivertrag unterschrieb er 2012 bei Ventforet Kofu. Der Verein aus Kōfu, einer Großstadt in der Präfektur Yamanashi auf Honshū, der Hauptinsel von Japan, spielte in der zweithöchsten Liga des Landes, der J2 League. Ende 2012 wurde er mit dem Verein Meister der zweiten Liga und stieg in die erste Liga auf. 2014 wechselte er zum Drittligisten SC Sagamihara nach Sagamihara. Für den Club stand er in der Saison 2014 28-mal auf dem Spielfeld. Wo er von Februar 2015 bis Februar 2016 gespielt hat, ist unbekannt. Im März 2016 nahm ihn der Zweitligaaufsteiger Renofa Yamaguchi FC aus Yamaguchi unter Vertrag. Für Renofa absolvierte er 140 Zweitligaspiele und erzielte dabei sieben Tore. 2020 unterschrieb er einen Vertrag beim Erstligisten Shonan Bellmare in Hiratsuka. Für Shonan bestritt er 18 Erstligaspiele. Im Januar 2022 verpflichtete ihn der Zweitligist Ōmiya Ardija. Am Ende der Saison 2023 belegte er mit Ōmiya Ardija den vorletzten Tabellenplatz und musste somit in die dritte Liga absteigen. Nachdem Abstieg verließ er den Verein. Im Januar 2024 ging er nach Südkorea. Hier stand er bis Juli 2024 beim Drittligisten Cheongju FC unter Vertrag. Nach drei Ligaspielen beendete er im Juli 2024 seine Karriere als Fußballspieler.

## Erfolge
Ventforet Kofu
- Japanischer Zweitligameister: 2012  ▲